# Coulsonit
Coulsonit ist ein selten vorkommendes Mineral aus der Mineralklasse der „Oxide und Hydroxide“ mit der Endgliedzusammensetzung Fe2+V3+2O4 und damit chemisch gesehen ein Eisen-Vanadium-Oxid.
Coulsonit kristallisiert im kubischen Kristallsystem, konnte jedoch bisher nur in Form winziger Kristalle von weniger als 1 mm Durchmesser mit nur teilweise entwickelten Kristallflächen sowie als Entmischungslamellen entlang der Oktaederflächen {111} in Magnetit entdeckt werden. Das Mineral ist in jeder Form undurchsichtig (opak) und zeigt auf den Oberflächen der blaugrauen, im Auflicht auch hellgrauen, Kristalle einen metallischen Glanz. Im Gegensatz zur Oberflächenfarbe ist die Strichfarbe von Coulsonit dunkelbraun bis schwarz.

## Etymologie und Geschichte
Unter der von Alexander Heron verwendeten Bezeichnung vanado-magnetite (deutsch: Vanadomagnetit) war das Mineral zwar bereits 1936 durch Funde aus Indien bekannt, allerdings nur unzureichend beschrieben worden. Ein Jahr später erhielt es den bis heute gültigen Namen Coulsonit. Benannt ist Coulsonit nach dem Geologen und Mitarbeiter der Indian Geological Survey Arthur Lennox Coulson (1898–1955).
Die vollständige Erstbeschreibung als eigenständige Mineralart erfolgte 1962 durch Arthur Sears Radtke (1936–2004) anhand von Mineralproben aus der Eisengrube Buena Vista im Churchill County des US-Staates Nevada, die entsprechend als Typlokalität für Coulsonit gilt.
Typmaterial für dieses Mineral ist nicht definiert.

## Klassifikation
Die strukturelle Klassifikation der International Mineralogical Association (IMA) zählt den Coulsonit zur Spinell-Supergruppe, wo er zusammen mit Chromit, Cochromit, Cuprospinell, Dellagiustait, Deltalumit, Franklinit, Gahnit, Galaxit, Guit, Hausmannit, Hercynit, Hetaerolith, Jakobsit, Maghemit, Magnesiochromit, Magnesiocoulsonit, Magnesioferrit, Magnetit, Manganochromit, Spinell, Thermaerogenit, Titanomaghemit, Trevorit, Vuorelainenit und Zincochromit die Spinell-Untergruppe innerhalb der Oxispinelle bildet. Ebenfalls in diese Gruppe gehören die nach 2018 beschriebenen Oxispinelle Chihmingit und Chukochenit sowie der Nichromit, dessen Name von der CNMNC der IMA noch nicht anerkannt worden ist.
Bereits in der veralteten, aber noch gebräuchlichen 8. Auflage der Mineralsystematik nach Strunz gehörte der Cochromit zur Mineralklasse der „Oxide und Hydroxide“ und dort zur Abteilung „Verbindungen mit M3O4- und verwandte Verbindungen“, wo er zusammen mit Ulvöspinell die Gruppe der „Vanadin- und Titan-Spinelle“ mit der System-Nr. IV/B.01d bildete.
Im zuletzt 2018 überarbeiteten und aktualisierten Lapis-Mineralienverzeichnis nach Stefan Weiß, das sich aus Rücksicht auf private Sammler und institutionelle Sammlungen noch nach dieser klassischen Systematik von Karl Hugo Strunz richtet, erhielt das Mineral die System- und Mineral-Nr. IV/B.04-20. In der „Lapis-Systematik“ entspricht dies ebenfalls der Abteilung „Oxide mit Verhältnis Metall : Sauerstoff = 3 : 4 (Spinelltyp M3O4 und verwandte Verbindungen)“, wo Coulsonit zusammen mit Brunogeierit, Magnesiocoulsonit, Qandilit, Ulvöspinell und Vuorelainenit die Gruppe der „V/Ti/Ge-Spinelle“ bildet.
Die seit 2001 gültige und von der IMA bis 2009 aktualisierte 9. Auflage der Strunz’schen Mineralsystematik ordnet den Coulsonit ebenfalls in die Abteilung der Oxide mit Stoffmengenverhältnis „Metall : Sauerstoff = 3 : 4 und vergleichbare“ ein. Diese ist weiter unterteilt nach der relativen Größe der beteiligten Kationen, so dass das Mineral entsprechend seiner Zusammensetzung in der Unterabteilung „Mit ausschließlich mittelgroßen Kationen“ zu finden ist, wo es zusammen mit Brunogeierit, Chromit, Cochromit, Cuprospinell, Filipstadit, Franklinit, Gahnit, Galaxit, Hercynit, Jakobsit, Magnesiochromit, Magnesiocoulsonit, Magnesioferrit, Magnetit, Manganochromit, Nichromit (N), Qandilit, Spinell, Trevorit, Ulvöspinell, Vuorelainenit und Zincochromit die „Spinellgruppe“ mit der System-Nr. 4.BB.05 bildet.
Auch die vorwiegend im englischen Sprachraum gebräuchliche Systematik der Minerale nach Dana ordnet den Cochromit in die Klasse der „Oxide und Hydroxide“ und dort in die Abteilung „Mehrfache Oxide“ ein. Hier ist er zusammen mit Magnesiocoulsonit und Vuorelainenit in der „Vanadium-Untergruppe“ mit der System-Nr. 07.02.04 innerhalb der Unterabteilung „Mehrfache Oxide (A+B2+)2X4, Spinellgruppe“ zu finden.

## Chemismus
In chemisch reiner Form, die allerdings nur bei Synthesen verwirklicht ist, besteht Coulsonit (FeV2O4) aus 25,19 % Eisen (Fe), 45,95 % Vanadium (V) und 28,86 % Sauerstoff (O). Dies entspricht in der Oxidformelschreibwies (FeO · V2O3) 32,40 % FeO und 67,60 % V2O3.
Die Analyse der Proben aus den Buena Vista Hills ergab, dass ein geringer Anteil des V3+ durch Fe3+ ersetzt (substituiert) war, was mit der empirischen Zusammensetzung Fe2+1.00(V3+1.07Fe3+0.01)Σ=1.08O4.24 korrespondiert. Weitere Analysen an Proben aus Kalgoorlie in Australien zeigten, dass ein Teil des V3+ auch durch Titan ersetzt sein kann. Die empirische Formel wird hier entsprechend mit Fe2+1.03(V3+1.84Ti0.13)Σ=1.97O4.02 angegeben.

## Kristallstruktur
Coulsonit kristallisiert kubisch in der Spinellstruktur mit der Raumgruppe Fd3m (Raumgruppen-Nr. 227), dem Gitterparameter a = 8,30 Å sowie 8 Formeleinheiten pro Elementarzelle.

## Bildung und Fundorte
Coulsonit bildet sich oft zusammen mit chlorreichem Skapolith in magnetithaltigen Erzgängen, die sich durch metamorphosierte magmatische Gesteine ziehen. Als weitere Begleitminerale können unter anderem noch Apatit, Titanit, verschiedene Chlorite, Hornblende und Muskovit auftreten.
Als seltene Mineralbildung konnte Coulsonit nur an wenigen Fundorten nachgewiesen werden, wobei bisher (Stand 2018) rund 15 Fundorte dokumentiert sind. Neben seiner Typlokalität, der Eisengrube Buena Vista im Churchill County, konnte das Mineral in Nevada noch in den Buena Vista Hills im benachbarten Pershing County. Des Weiteren fand sich Coulsonit noch in den Nebengemengteilen der Gold- und Silber-Seifen der „Colorado Creek“-Gruben im Innoko-District in der Yukon-Koyukuk Census Area von Alaska und in den Serpentiniten einer unbenannten Eisen-Vanadium-Vererzung im Diablo-Gebirge nahe New Idria im Fresno County von Kalifornien.
Innerhalb von Europa ist Coulsonit bisher nur aus einem Bergwerk bei Vihanti in der finnischen Maakunta (Landschaft) Nordösterbotten, der „Grube Lengenbach“ im Binntal im Schweizer Kanton Wallis sowie in den Sedimentär-exhalativen Lagerstätten nahe dem Zisterzienser-Kloster Monestir de Santa Maria de Poblet (englisch: Poblet Monastery) in der katalanischen Provinz Tarragona bekannt.
Weitere bekannte Fundorte liegen im indischen Bundesstaat Bihar, der Oblast Amur im Föderationskreis Fernost und der Oblast Murmansk im Föderationskreis Nordwestrussland. Zudem konnte Coulsonit in den Meteoriten Efremovka nahe Pawlodar in Kasachstan und Allende nahe Pueblito de Allende in Mexiko nachgewiesen werden. Hier wurde Coulsonit in einigen Fremdlingen gefunden, das sind oxidische Einschlüsse in einigen Calcium-Aluminium-reichen Einschlüssen.